# Inez Polak
Inez Polak (Amsterdam, 1949) is een Nederlandse journalist. Zij is de dochter van Wim Polak, oud-wethouder van  de gemeente Amsterdam en Bea Polak, schrijfster van onder meer Recepten uit de Joodse Keuken. 

## Carrière
Polak begon haar journalistieke carrière als correspondente in Israël voor onder meer de VARA, de Haagse Post, de GPD en Trouw. In 1986 kwam zij in vaste dienst bij Trouw en fungeerde daar als redacteur buitenland, chef redactie buitenland en eindredacteur. Zij was ook lange tijd afwisselend een groot deel van het jaar werkzaam in Israël als correspondente voor Trouw en de overige maanden als redacteur bij de buitenlandredactie.